# Neobolbodimyia nigra
Neobolbodimyia nigra är en tvåvingeart som beskrevs av Ricardo 1913. Neobolbodimyia nigra ingår i släktet Neobolbodimyia och familjen bromsar. Inga underarter finns listade i Catalogue of Life.